# 埃梅拉-恩图卡
埃梅拉·恩图卡（Emela Ntouka）是一种生活于非洲刚果利夸拉的神秘生物，它的名字在林格拉语中意为“大象杀手“（killer of the elephants）。

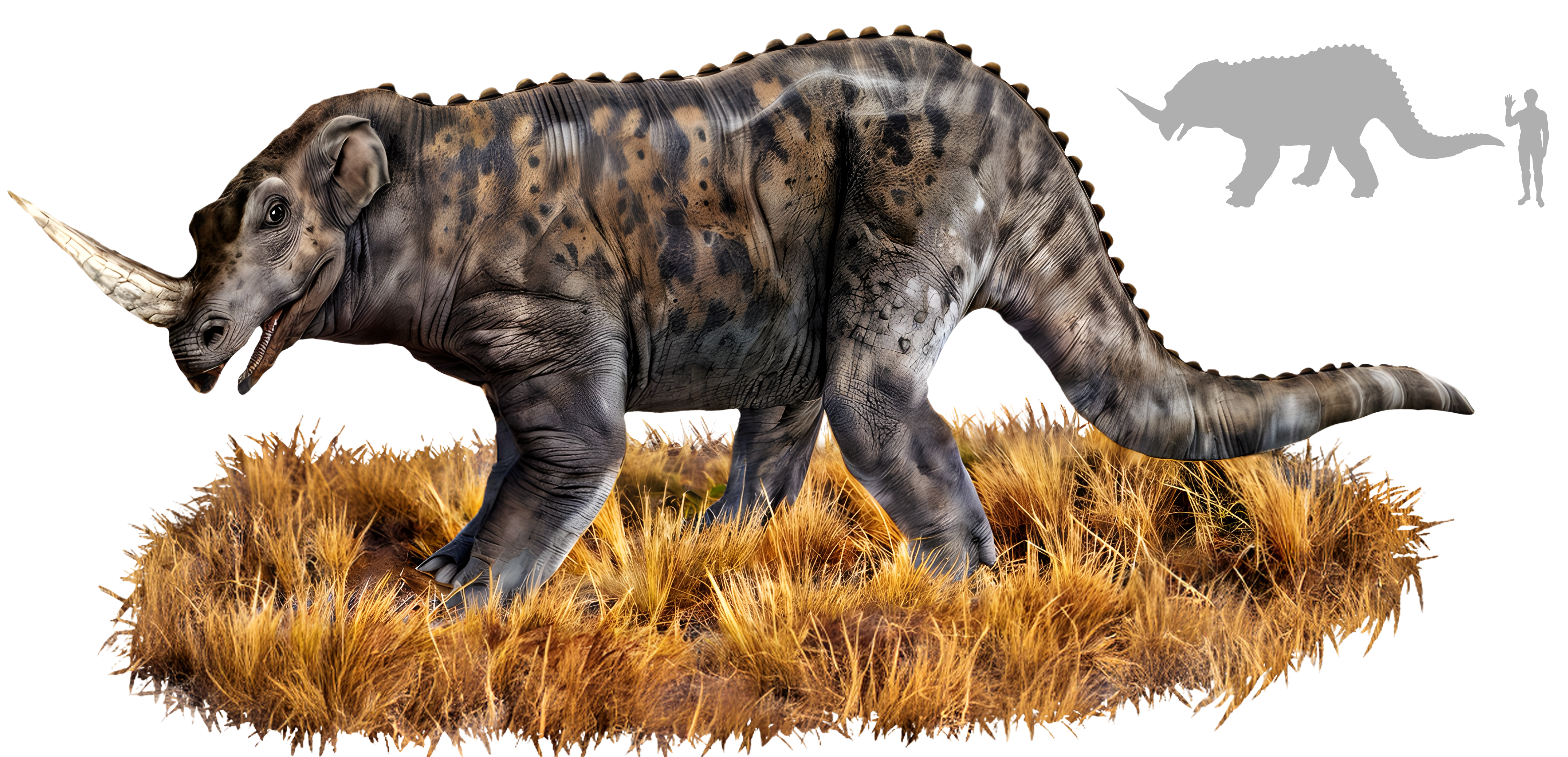
埃梅拉-恩图卡的想象图

## 历史
1981年，美国生物学家与神秘动物学家罗伊·麦考尔前往非洲刚果寻找魔克拉-姆边贝，当地人告诉他一种非洲象大小、有着粗壮四肢、棕灰色皮肤，额头或鼻子部位有着一个巨大的角的神秘动物。并且这种动物虽然是植食性，但却极具攻击性，会攻击其它大型动物，利用牠的角将对方杀死。
1981年，  工程师赫尔曼·克雷斯特（Herman Regusters）带领探险队寻找魔克拉-姆边贝时听见一种未知的咆哮声，他认为那是魔克拉-姆边贝的发出的咆哮。但罗伊·麦克尔认为魔克拉-姆边贝无法发出声音，这个咆哮声更有可能与埃米拉·恩图卡有关。
1919年12月，《每日邮报》引述了埃米拉·恩图卡的信息，这种神秘的动物生活于班韦乌卢湖、姆韦鲁（Mweru）、坦噶尼喀（Tanganyika）与卡富埃沼泽（Kafue swamps）。

## 理论
幸存角龙
该理论最先由罗伊·麦克尔提出，埃米拉·恩图卡可能是从白垩纪生物大灭绝幸存的角龙，但他也指出，当地人描述中的埃米拉·恩图卡没有頭盾，与出土角龙化石不符。

### 未知犀牛
动物学、人类学与神秘动物学研究者洛伦·科尔曼认为，埃米拉·恩图卡并非恐龙，而是一种未被确认的新种犀牛。

### 板齿犀
较新的一个理论认为埃米拉·恩图卡是已灭绝的古生物板齿犀，这些巨大的犀牛曾分布于欧洲与亚洲。